# Alchemilla colura
Alchemilla colura é uma espécie de rosácea do gênero Alchemilla, pertencente à família Rosaceae.